# 鳥の詩 (杉田かおるの曲)
- 鳥の詩
- 鳥の歌

鳥の詩（とりのうた）は、1981年にラジオシティレコード（現・セントラルミュージック）から発売された杉田かおるのシングル及びアルバム。

## 概要
杉田かおるが出演した日本テレビ系ドラマ「池中玄太80キロ」の挿入歌として発表されたこの曲は、オリコン週間チャート最高10位、（公称では約40万枚）を売り上げるヒット作となり杉田自身の代表曲となった。　
TBSテレビ系「ザ・ベストテン」では10位以内のランクインは成らなかったが、1981年9月24日放送の「今週のスポットライト」で1度限りの出演を果たす。ほか日本テレビ系列の「ザ・トップテン」では、1981年9月14日に「話題曲コーナー」で初登場の後、同年10月5日放映時に第10位で唯一のランクインと成った。
劇中で最初に歌ったのは杉田ではなく池中玄太役の西田敏行。西田敏行歌唱バージョンがドラマの挿入歌に使われたこともある。
その後、2004年7月14日にポニーキャニオンからシングルとして再発され、オリコン週間チャート初登場56位を記録した。
1987年以後、中学校の音楽教科書にも何度か掲載された。
楽譜集において「鳥の歌」と表記される場合がある。

## 収録曲

### オリジナル盤
1. 鳥の詩　-　3:55
（作詞：阿久悠 / 作曲・編曲：坂田晃一）
2. みかん　-　3:17
（作詞：阿久悠 / 作曲：大野克夫 / 編曲：戸塚修）

### 2004年盤
1. 鳥の詩 （オリジナルバージョン）
2. 鳥の詩 (NEW VERSION Remix)
3. 鳥の詩 (NEW VERSION)

## カバー
- 河合奈保子 - 1982年のライブアルバム『カナリー・コンサート Part2』収録。
- 宮原巻由子　- 1983年発売のシングル。
- 夏円 from NEXT GENERATION - 2008年のアルバム『VISION FACTORY COMPILATION 〜阿久悠、作家生活40周年記念〜』収録。夏円とは嘉数夏葵と津覇円佳のユニット。

## アルバム
1981年にLPレコードで発売された。
収録曲は、既にシングル4枚で発売された曲をすべて収録したベスト盤的アルバム。B面1曲目の「しあわせ季節」も、シングル「しあわせ色をあなたに」のB面「夏しぐれ」と中身は同じ。
2008年にオリジナル・カラオケを4曲を追加収録して、初CD化された。
帯のキャッチコピーは「パステルカラーの愛のメルヘン。かおる、期待のファースト・アルバム！」

### 収録曲
Side:A
1. 鳥の詩（3:55）
  - 作詞：阿久悠、作曲・編曲：坂田晃一
2. 落葉の窓（2:58）
  - 作詞：かぜ耕士、作曲：鈴木邦彦、編曲：馬飼野俊一
3. ハリケーン野郎（3:14）
  - 作詞：鈴木邦彦、補作詞：森雪之丞、作曲：鈴木邦彦、編曲：若草恵
4. 十三月の旅（3:40）
  - 作詞：かぜ耕士、作曲：鈴木邦彦、編曲：馬飼野俊一

Side:B
1. しあわせ季節（3:28）
  - 作詞：森雪之丞、作曲：鈴木邦彦、編曲：若草恵
2. みかん（3:17）
  - 作詞：阿久悠、作曲：大野克夫、編曲：戸塚修
3. しあわせ色をあなたに（3:05）
  - 作詞：石原信一、作曲：鈴木邦彦、編曲：若草恵
4. 鳥の詩（コーラス）（4:08）
  - 作詞：阿久悠、作曲：坂田晃一、編曲：高見弘
  - コーラス：フレッシュノーブル

ボーナス・トラック
1. しあわせ色をあなたに（オリジナル・カラオケ）
2. 十三月の旅（オリジナル・カラオケ）
3. しあわせ季節（オリジナル・カラオケ）
4. 鳥の詩（オリジナル・カラオケ）

### 発売履歴
| 発売日        | レーベル             | 規格           | 規格品番  |
| ------------- | -------------------- | -------------- | --------- |
| 1981年        | ラジオシティレコード | LP             | RL-2003   |
| 1981年        | ラジオシティレコード | カセットテープ | RLC-2003  |
| 2008年9月17日 | VIVID SOUND          | CD             | VSCD-3757 |